# Oxycephalomyia styraci
Oxycephalomyia styraci är en tvåvingeart som först beskrevs av Shinji 1944.  Oxycephalomyia styraci ingår i släktet Oxycephalomyia och familjen gallmyggor. Inga underarter finns listade i Catalogue of Life.